# كلاتة بلوتش (غزيك)
کلاتة بلوتش (بالفارسية: کلاته بلوچ) هي مستوطنة تقع في إيران في قسم غزیك الريفي. يقدر عدد سكانها بـ 55 نسمة بحسب إحصاء 2016.